# علاءالدين ملكوف
علاءالدین ملکوف (الأذرية: Ələddin Məlikov؛ 16 سبتمبر 1982)، من جمهورية أذربيجان. وهو مدرّس، مفكر، مترجم، متکلم  وفيلسوف من الآکادمیين الحديثة الأذربيجانية. مساعد رئيس الأكاديمية الوطنية الأذربيجانية للعلوم.

## نشأته
وُلِد علاءالدین ملک اف فی عام 1982 فی مدينة سومقاييت الواقعة في جمهورية أذربيجان. تعلّم لغة الفارسیة، عربیة والإنجليزية. هو رئيس تحرير «مجلة المتافیزیکا» العلمية.

## الحياة الشخصية
- تزوّج علاءالدین ملک اف فی 31 يوليو 2003. لدیهما اثنان طفل: محمد ومصطفی.
- إلى جانب اللغة الأذرية، فهو يجيد اللغات التركية، الفارسية، العربیة وألإنجليزية.

## مسيرته العلمية
- تخرج من المدرسة المتوسطة باسم ز. نجفاف. فی مستوطنة إركيفان.[5]
- درجة البكالوريوس، فی الفلسفة والتصوف الإسلامية
- مرحلة الماجستير، منهجية الفلسفة والعلوم الحدیثة فی جامعة المفيد.[6]
- درجة دكتور في الفلسفة
- درجة دكتوراة في العلوم
- مرتبة أستاذ مساعد.[7]
- هو رائد العامل العلمي وعضو المعهد التاريخ العلم فی أكاديمية العلوم الوطنية الأذربيجانية.[8]
- إیضاً استاذ فی المعهد اللاهوت في أذربيجان منذ 2018 إلی الآن.[9]

## آثاره
- هو مؤسس ورئيس تحرير مجلة «ميتافيزيقيا» [10] العلمية الدولية والفلسفية والمتعددة التخصصات.[11]

## كتبه
- الکتاب، «العقل والایمان من وجهة نظر مرتضي المطهري وألفين بلانتينغا»، طبع المعارف، 1430، طبع اولی، 339 صفحه.
- الکتاب، «العقل والایمان من وجهة نظر ابن رشد، ملاصدرا وإیمانویل کانت»، طبع مرکز المصطفی العالمی للترجمة والنشر، 1431، طبع اولی، 303 الصفحة.[12]
- الکتاب، نظرية «إنسان الکامل» من وجهة نظر الفلسفة والعرفان، طبع مرکز المصطفی العالمی للترجمة والنشر، 1437، طبع اولی، 360 الصفحة.[13]
- الکتاب، التعددية الدينية، طبع مرکز المصطفی العالمی للترجمة والنشر، 1432، طبع اولی، 62 الصفحة.
- الکتاب، العلم والحکمة فی الکتاب والسنّة، طبع مرکز المصطفی العالمی للترجمة والنشر، 1431، طبع اولی، 176 الصفحة.
- الکتاب، «ابستيمولوجيا المعتقدات الديني من وجهة نظر مرتضي المطهري وألفين بلانتينغا»، طبع مرکز المصطفی العالمی للترجمة والنشر، 1432، طبع اولی، 255 الصفحة.
- الکتاب، التعرَف علي افكار قياديي «النورسية»، طبع مرکز المصطفی العالمی للترجمة والنشر، 1436، طبع اولی، 143 الصفحة.[14]
- الکتاب، السيرة النبوية لابن هشام، طبع مرکز المصطفی العالمی للترجمة والنشر، 1432، طبع اولی، 384 الصفحة.
- الکتاب، ترجمة شعائر الحج، طبع الکوثر، 1432، طبع اولی، 366 الصفحة.[15]
- الکتاب، نبیّ الرحمة (ص) من منظار القرآن وأهل البيت (ع)، طبع مرکز المصطفی العالمی للترجمة والنشر، 1432، طبع اولی، 184 الصفحة.[16]
- الکتاب، العقل والإيمان والأنثروبولوجيا: أسئلة وأجوبة، طبع مرکز المصطفی العالمی للترجمة والنشر، 1432، طبع اولی، 120 الصفحة.[17]

## مقالاته
- «العلاقة بین الایمان والعقل لدی ابن رشد وصدرالمتألهین وکانت»، مجلة طلوع النور، رقم 27، ربیع 1430، صفحات: 65- 84.[18]
- الدور الأساسی لمضامین التبلیغ ومفهوم الإرشاد فی فکر فتح الله غولن، مجلة رسالة المبلّغ، رقم 4، ربیع وصیف 1431، صفحات: 55- 80
- الإنسان الكامل عند ابن‌عربی، مجلة هفت آسمان، رقم 53، ربیع 1433، صفحات: 7 -27.[19]

## المشاركة في المؤتمرات والندوات
- دور العلامة ابن شهرآشوب في ترويج أسلوب الحياة الإسلامية، المؤتمر الدولی لمقام ابن شهرآشوب الساروی المازندرانی، محرم، 1434

## الجوائز
- منحت «جائزة العلوم» لجمهورية إيران الإسلامية باسم «نصير الدين الطوسي»[20]
- الفائز في المسابقة العلمية لعمله في مجال «الابستمولوجيا» (نظرية المعرفة) في مسابقة المنحة التي عقدتها رئاسة أكاديمية العلوم الوطنية الأذربيجانية بمناسبة 28 مايو - يوم أكاديمية العلماء الشباب.[21]